# Weronika Błażek
Weronika Błażek (ur. 14 stycznia 1996) – polska lekkoatletka, sprinterka.
Srebrna medalistka mistrzostw Europy juniorów w sztafecie 4 × 100 metrów (2015). Indywidualnie odpadła w półfinale na 100 metrów podczas tych zawodów.
Medalistka mistrzostw Polski w juniorskich kategoriach wiekowych na różnych dystansach.

## Osiągnięcia
| Rok  | Impreza                     | Miejsce    | Konkurencja        | Lokata     | Wynik |
| ---- | --------------------------- | ---------- | ------------------ | ---------- | ----- |
| 2014 | Mistrzostwa świata juniorów | Eugene     | sztafeta 4 x 100 m | eliminacje | DNF   |
| 2015 | Mistrzostwa Europy juniorów | Eskilstuna | bieg na 100 m      | półfinał   | 12,15 |
| 2015 | Mistrzostwa Europy juniorów | Eskilstuna | sztafeta 4 x 100 m | 2. miejsce | 45,28 |

## Rekordy życiowe
- Bieg na 100 metrów – 11,81 (2015)